# Krimmler Wasserfälle

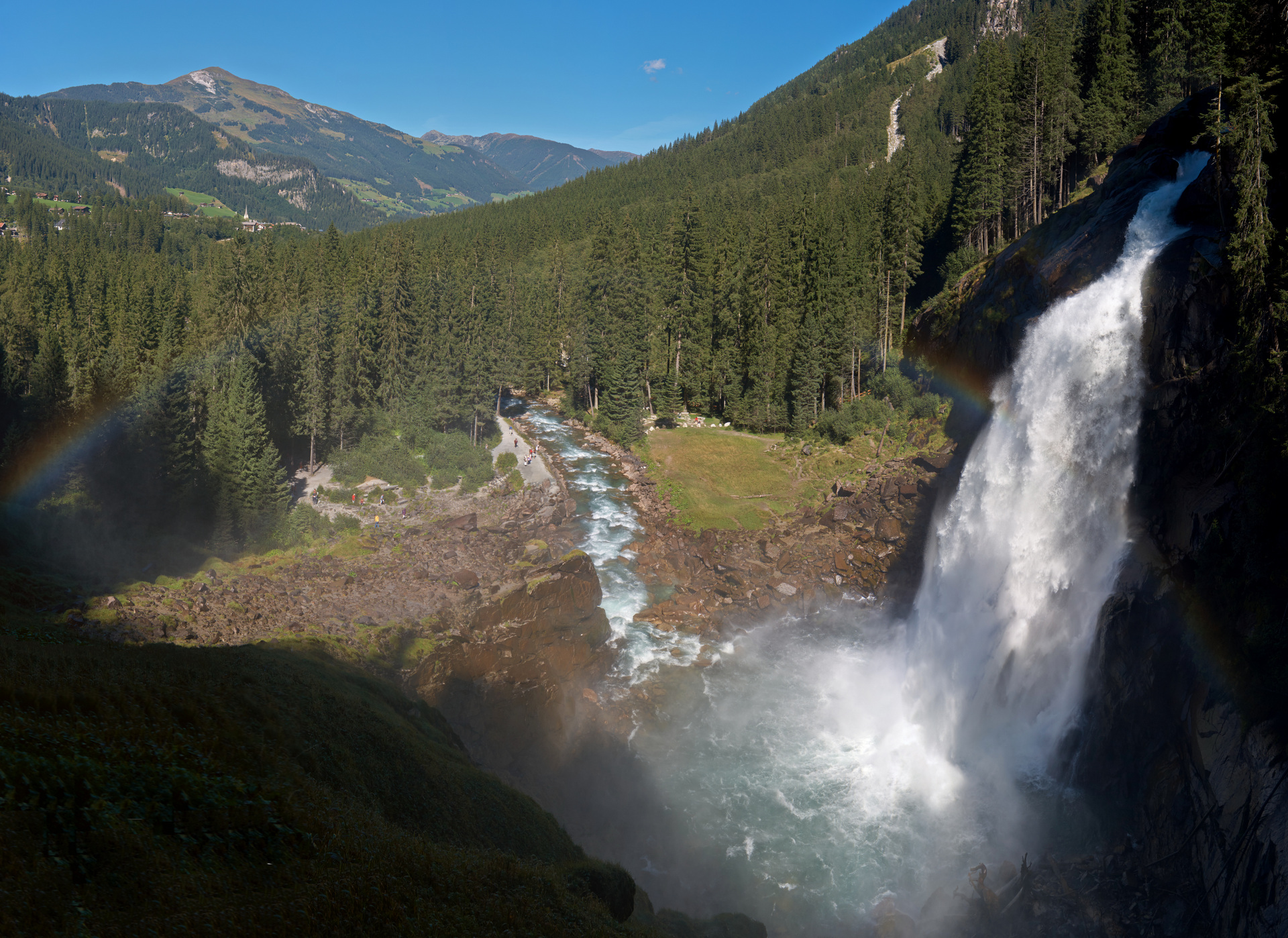
Untere Fallstufe

Die Krimmler Wasserfälle sind mit einer gesamten Fallhöhe von 380 m die höchsten Wasserfälle Österreichs. Sie befinden sich am Rand des Ortes Krimml (Salzburger Land) im Nationalpark Hohe Tauern. Gebildet werden sie durch die Krimmler Ache, die am Ende des hoch gelegenen Krimmler Achentals in drei Fallstufen hinunterstürzt. Das Wasser fließt dann in die Salzach, den Pinzgau entlang weiter Richtung Salzburg und gelangt zur Mündung in den Inn.

## Allgemeines

### Entstehung
Die außergewöhnliche Fallhöhe (der obere, mittlere und untere Achenfall haben eine Höhe von 145 m, 100 m und 140 m) ergibt sich aus der geologischen Entstehung dieser Gebirgsregion: Bei der Aufwölbung der zentralen Alpenteile vor etwa 30 Millionen Jahren, hervorgerufen durch die Kollision der afrikanischen mit der eurasischen Platte, blieb das obere Salzachtal zurück. Dieser Höhenunterschied wurde während der Eiszeit durch einen mächtigen Eisstrom, der die Haupttäler tief ausschürfte, noch verstärkt. Dass die Wasserfallstufen in dieser Höhe erhalten geblieben sind, erklärt sich daraus, dass hier eine Zone besonders harten Gesteins (Granit) zu Tage tritt (Tauernfenster), an deren Rand sich die Wasserfälle befinden.

### Wassermenge

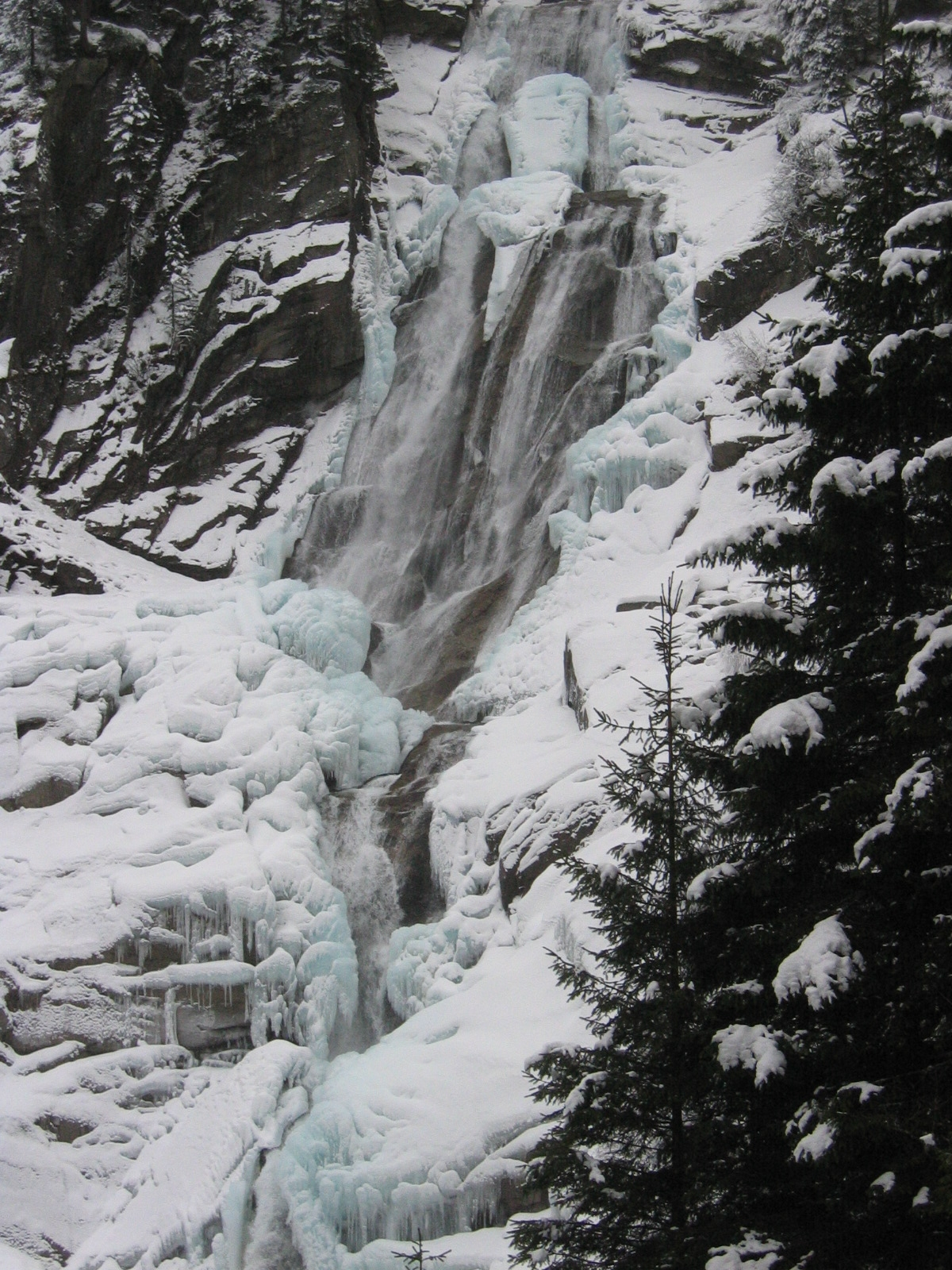
Obere Fallstufe im Winter bei Niedrigwasser

Die Krimmler Ache ist ein typischer Gletscherbach. 12 % seines Einzugsgebietes von 110,7 km² sind vergletschert, wodurch sich eine stark wechselnde Wasserführung während des Tages- und Jahresverlaufs ergibt. So fließen in den Monaten Juni und Juli etwa 5,6 m³/s, wohingegen es im Februar nur etwa 0,14 m³/s sind. Der bisher größte Abfluss wurde während des Hochwassers am 25. August 1987 mit einem Höchstwert 166,7 m³/s erreicht, was zu gewaltigen Zerstörungen führte. Das Tagesmaximum des Abflusses tritt zwischen 21 und 24 Uhr auf, weil das Schmelzwasser für das Zurücklegen der 18 km vom Gletschertor bis zu den Fällen 9–12 Stunden braucht.

### Wirtschaftliche Nutzung
Die enorme Wassermenge verbunden mit großer Fallhöhe bedeutet natürlich ein entsprechend hohes Maß an Wasserkraft und damit an potenziell gewinnbarer elektrischer Energie. Bereits im Jahr 1899 wurde zum ersten Mal versucht, die Krimmler Wasserfälle „den Händen eines Unternehmers für Fabrikszwecke zu überliefern“. Eine Realisierung kam jedoch nicht zustande. Die wesentlichen Gegenargumente waren zum einen die stark wechselnde Wassermenge, zum anderen aber der bereits aufblühende Tourismus. Diese sollte auch in den folgenden Jahren immer wieder Begehrlichkeiten von Seiten der Energiewirtschaft abwehren, bis dann im Jahre 1967 mit der Verleihung des Europäischen Naturschutzdiploms des Europarates solche Überlegungen endgültig vom Tisch waren.
Einer Studie der Paracelsus Medizinische Privatuniversität zufolge sollen die Wassernebel durch ihren Gehalt an elektrisch aufgeladenen Partikeln zur Linderung bei Asthmabeschwerden führen. Experten kritisieren die Aussagekraft der Studie jedoch als unzureichend.

## Wasserfallweg

### Alter Tauernweg
Bereits im Hochmittelalter gibt es einen Saumweg entlang der Wasserfälle und des Achentals über den Krimmler Tauern (2633 m) in das Südtiroler Ahrntal. Als wichtigste Handelsgüter wurden Salz nach Süden und Wein nach Norden transportiert. Das auch heute noch bewirtschaftete Krimmler Tauernhaus als wichtige Raststation wurde 1389 erstmals urkundlich erwähnt.
Im 16. Jahrhundert war der Saumverkehr über den Krimmler Tauern offensichtlich so bedeutsam, dass eine neue Trasse angelegt wurde. Die umgebende Natur interessierte die Reisenden der Zeit nicht. Dementsprechend wurde auch der Krimmler Tauernweg angelegt: Er führt an die Wasserfälle nur heran, wenn es vom Gelände her unbedingt notwendig ist.

### Touristische Erschließung
Erst im 18. Jahrhundert begannen vor allem die Engländer – oft aus naturwissenschaftlichem Interesse –, freiwillig auf Reisen zu gehen. Damit die Reisenden ohne große Mühe mehr von den Krimmler Wasserfällen sehen können, lässt der Pfleger von Mittersill, Ignaz von Kürsinger, um 1835 einen Weg bis zum oberen Ende des unteren Falls bauen, „und daselbst ein Touristen- und Malerhäuschen“ (Fotoapparate waren noch nicht verbreitet). 1879 baute dann die Sektion Pinzgau des Deutschen und Oesterreichischen Alpenvereins den Krimmler Tauernweg zu einem Aussichtsweg aus.
Die Wasserfälle wurden so zu einem Besuchermagneten im Pinzgau. Die touristische Nutzung war ein wichtiges Argument bei Protesten gegen ein geplantes Wasserkraftwerk im Jahr 1899. Der Salzburger Landtag beschloss damals ein „Gesetz zum Schutze hervorragender Naturschaustücke“, das allerdings nie Gesetzeskraft erhielt.

### Weg am Wasserfall seit dem Beginn des 20. Jahrhunderts
Die Sektion Warnsdorf legte den Weg im Jahr 1901 an. Der Bau war notwendig geworden, weil sich nach dem Bau der Pinzgauer Lokalbahn von Zell am See nach Krimml 1897 die Besucherzahlen drastisch erhöht hatten (1905: 8.600 Besucher). Ab 1904 begann die Sektion beim Krimmler Wasserfallweg mit dem Erheben einer Maut für die Unterhaltskosten des Weges (1904: 36 Heller, 2004: 1,50 €, 2006: 1,80 €, 2008: 2 €, 2010: 2,50 €, 2014: 3,00 €, 2020: 4,00 €, 2021: 5,00 €, 2023: 8,00 €, 2025: 9,00 €). Der Weg läuft nun nahe am Wasserfall entlang und windet sich in engen und steilen Serpentinen hoch. Daher sollten die Besucher etwas Kondition mitbringen, wenn sie den Wasserfall komplett aufsteigen wollen. Von mehreren Aussichtskanzeln bieten sich sehr schöne Ausblicke. Der Weg gehört der Sektion Warnsdorf/Krimml des Österreichischen Alpenvereins, die sich um die Instandhaltung und die Sicherheit kümmert.

### Besucherzahlen
In den 2010er Jahren sind die Krimmler Wasserfälle mit durchschnittlich 400.000 Besuchern eine der großen Touristenattraktionen Österreichs, was neben den positiven Auswirkungen für die örtliche Wirtschaft auch Probleme mit sich bringt. Dazu zählen zum einen die Verkehrsbelastung, zum anderen die Tritt- und Erosionsschäden im Bereich des Weges.

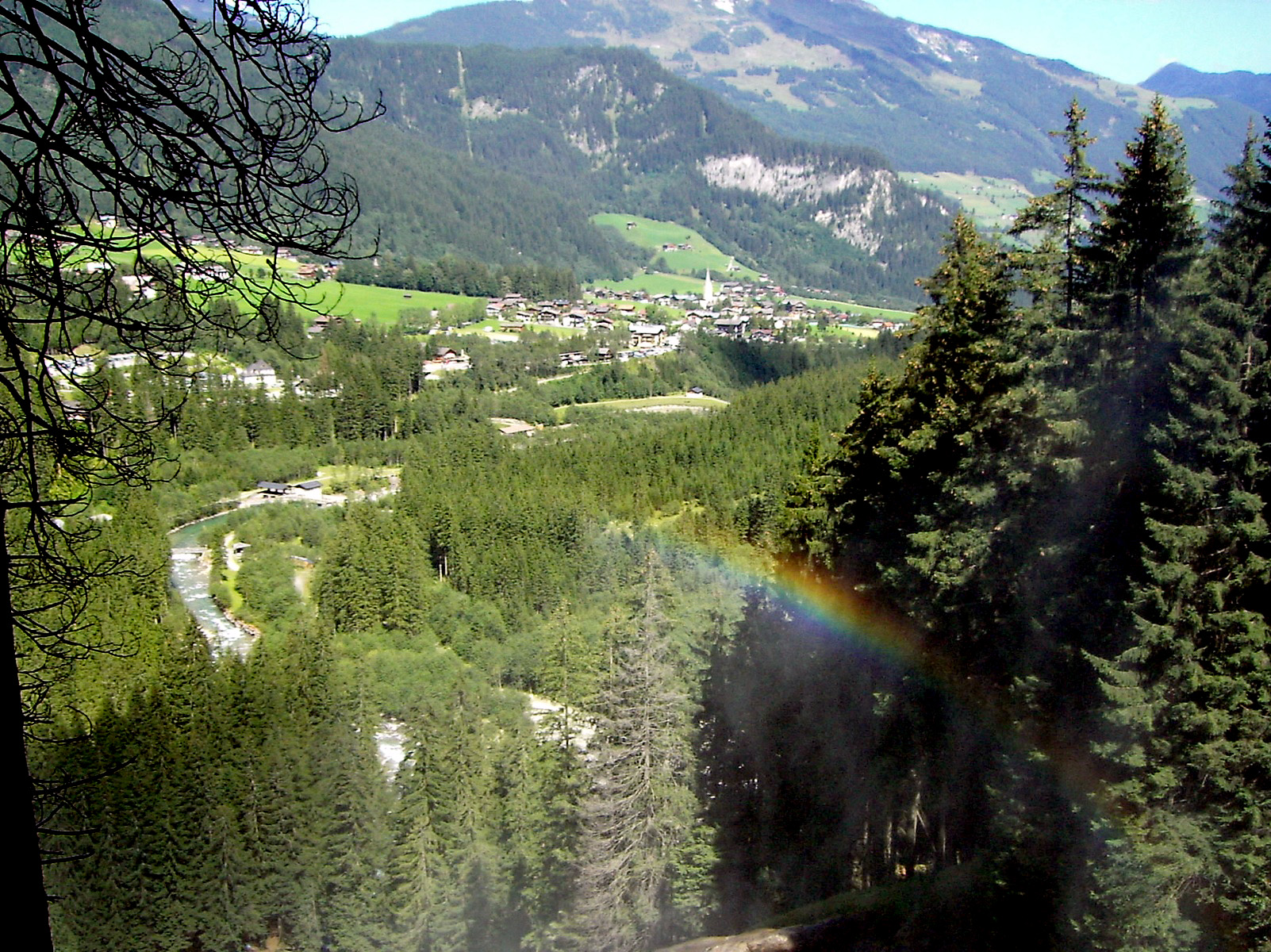
Blick auf Krimml vom Wasserfall

### Wandermöglichkeiten
Nach dem Aufstieg zum oberen Rand der Fälle entlang des Wasserfallwegs (ca. eine Stunde) gibt es entlang des Krimmler Achentales verschiedene Möglichkeiten weiterzuwandern: Nach zwei Stunden kann das Krimmler Tauernhaus (1631 m) erreicht werden. Von dort kann man entweder dem Achental bis zur Warnsdorfer Hütte (2336 m, drei Stunden, Sektion Warnsdorf/Krimml) weiterfolgen oder ins Rainbachtal abbiegen und nach drei Stunden die Richterhütte (2374 m, Sektion Bergfreunde/Rheydt) erreichen.

## Verkehrliche Anbindung
Die an der Gerlos Straße gelegene Haltestelle Krimml Wasserfälle wird von der aus Zell am See kommenden Salzburger Omnibuslinie 670 bedient. Neben der Haltestelle befinden sich umfangreiche Besucherparkplätze. Es gibt Pläne seitens der Gemeinde Krimml, die Pinzgauer Lokalbahn, die im Moment noch in Vorderkrimml endet, bis zu der genannten Bushaltestelle zu verlängern.